# Suore francescane regolari di Ognissanti
Le Suore Francescane Regolari di Ognissanti sono un istituto religioso femminile di diritto pontificio: i membri di questa congregazione pospongono al loro nome la sigla S.T.F.R.

## Storia
Il 22 agosto 1711 dodici terziarie francescane di Firenze si ritirarono a vita conventuale in una casa di borgo Ognissanti, messa a disposizione dalla marchesa Elisabetta Corsini (1661-1735). Le donne della fraternità presero a insegnare il catechismo presso la parrocchia di San Salvatore ad Ognissanti, tenuta dai frati minori francescani; il 22 giugno 1796 aprirono anche una scuola gratuita per fanciulle povere.
Il regolamento originario del sodalizio limitava a dodici il numero dei membri e ciò impedì a lungo lo sviluppo della congregazione; nel 1859 la fraternità venne aggregata all'ordine dei Frati Minori e nel 1906 Roberto Razzoli, superiore provinciale degli osservanti in Toscana, compilò per le terziarie di Ognissanti le prime costituzioni, approvate da Dionisio Schuller, ministro generale dell'ordine.
La congregazione ottenne il pontificio decreto di lode il 17 maggio 1938 e venne approvata definitivamente dalla Santa Sede il 14 giugno 1948.

## Attività e diffusione
Le Francescane Regolari di Ognissanti si dedicano all'istruzione e all'educazione cristiana della gioventù, all'assistenza agli ammalati e agli anziani, alle opere parrocchiali e ad altre opere di misericordia.
Sono presenti in Brasile, India, Italia e Tanzania: la sede generalizia è a Lucignano (Arezzo).
Al 31 dicembre 2005 l'istituto contava 256 religiose in 37 case.